# Lepidochlamus nodosa
Lepidochlamus nodosa (лат.) — ископаемый вид ручейников, единственный в составе рода Lepidochlamus и семейства Lepidochlamidae (Trichoptera). Обнаружен в бирманском янтаре мелового периода (Мьянма). Lepidochlamidae — самая базальная линия эволюционного древа отряда ручейников.

## Этимология
Родовое название Lepidochlamus представляет собой сочетание древнегреческих lepıdos (др.-греч. λεπῐ́δoς, родительный падеж от lepıs, что означает «чешуя») и khlamus (др.-греч. χλᾰμῠ́ς, «плащ» или «мантия»), обозначающее покров чешуи на задних крыльях. Видовой эпитет L. nodosa взят от латинского nodosus, означающего «узловатый» и относящегося к форме антенны.

## Описание
Мелкие ручейники (около 5 мм). Антенна длиннее переднего крыла; максиллярные пальпы пентамерные, максиллярный пальпомер V самый длинный, короче, чем суммарная длина предыдущих четырех пальпомеров. Переднее крыло с разветвлениями I, III и V; большинство поперечных жилок отсутствует. Верхняя сторона задних крыльев покрыта одним слоем ангустифицированных чешуек. Формула голенных шпор 2-4-4. Плотные чешуйки с равномерной окраской на передних и задних крыльях. Передние крылья с жилкой Sc не вильчатой; 1A и 2A слиты и Y-образные, но не слиты с 3A. В задних крыльях Sc вильчатые. Дорсальная пластинка IX терминалий самцов почти четырехугольная. Lepidochlamidae — самая базальная линия эволюционного древа отряда ручейники с чешуйками на задних крыльях и представляет собой сестринскую группу ко всем остальных Trichoptera (Eutrichoptera).